# Elliot Meyerowitz
Elliot Martin Meyerowitz (* 22. Mai 1951 in Washington, D.C.) ist ein US-amerikanischer Entwicklungsbiologe und Genetiker.

## Leben
Meyerowitz erwarb 1973 seinen Bachelor-Abschluss an der Columbia University und 1975 seinen Master-Abschluss an der Yale University, an der er 1977 promoviert wurde. Als Post-Doktorand war er an der School of Medicine der Stanford University. 1980 wurde er Assistant Professor, 1985 Associate Professor und 1989 Professor für Biologie am Caltech. Ab 2002 war er dort George W. Beadle Professor und 2000 bis 2010 stand er der Biologie Fakultät vor. Ab 2013 forschte er auch am Howard Hughes Medical Institute. 2011 wurde er Gründungsdirektor des Sainsbury Laboratory der University of Cambridge und Professoral Fellow des Trinity College (beurlaubt vom Caltech).
Er ist ein Pionier der Entwicklungsbiologie von Pflanzen, die er am Versuchsmodell der Acker-Schmalwand (Arabidopsis thaliana) untersucht, besonders die Entwicklung und Musterbildung im Meristem der Sprossspitzen. Er entwickelte mit seiner Gruppe Computermodelle, um die Musterbildung in Pflanzen und die unterschiedliche Genexpression im nur wenige hundert Zellen dicken Meristem zu erklären. Dabei spielen Hormone (Auxin) und mechanische Signale eine Rolle, seine Gruppe deckte aber auch die Rolle neuer Klassen von Peptidhormonen auf. Außerdem untersuchte er die molekulare und genetische Basis von Hormonrezeptoren. 
Vor seiner Beschäftigung mit Entwicklungsbiologie von Pflanzen befasste er sich mit Drosophila als Versuchstier.
Er ist seit 1984 mit Joan Kobori verheiratet und hat zwei Söhne.

## Ehrungen und Mitgliedschaften
- 1994 Pelton Award, Botanical Society of America
- 1995 Gibbs Medal, American Society of Plant Physiology
- 1996 Genetics Society of America Medal
- 1997 Internationaler Preis für Biologie
- 1997 Mendel Medal der Genetics Society
- 1999 Richard Lounsbery Award der National Academy of Sciences
- 2001 Wilbur Cross Medal der Yale University
- 2005 Ross-Harrison-Preis der International Society of Developmental Biologists
- 2006 Balzan-Preis für Molekulargenetik der Pflanzen (mit Chris Somerville)[2]
- 2018 Gruber-Preis für Genetik
- 2024 Wolf-Preis in Agrarwissenschaft[3]

Er ist Mitglied der National Academy of Sciences (1995), der American Association for the Advancement of Science, der American Philosophical Society und der American Academy of Arts and Sciences. 1981 war er Sloan Research Fellow. 1995/96 war er Präsident der International Society for Plant Molecular Biology, 1999 der Genetics Society of America und 2005/06 der Society for Developmental Biology. Er ist auswärtiges Mitglied der Royal Society (2004) und der Académie des sciences.

## Schriften
- mit Robert E. Pruitt: Arabidopsis thaliana and Plant Molecular Genetics,  Science, Band 229, 1985, S. 1214–1218